# Newtonia fanovanae
La newtonia colirroja (Newtonia fanovanae) es una especie de ave paseriforme de la familia Vangidae endémica de Madagascar.

## Descripción
Mide alrededor de 12 cm de longitud. Tiene el plumaje de las partes superiores de color pardo oliváceo, con la cola pardo rojiza, y el de las inferiores blanquecinas con tintes anteados en los laterales del pecho. Su pico puntiagudo y fino tiene la mandíbula negruzca y la inferior más clara. Sus ojos son castaños a diferencia de sus congéneres que los tienen amarillentos.

## Distribución y hábitat
Se encuentra únicamente en las selvas húmedas del este de Madagascar, en altitudes medias entre los 300 y los 1375 m s. n. m., aunque escasea por encima de los 800. Su hábitat natural es el dosel del bosque, donde atrapa insectos para alimentarse.